# Souvrství La Bocana Roja

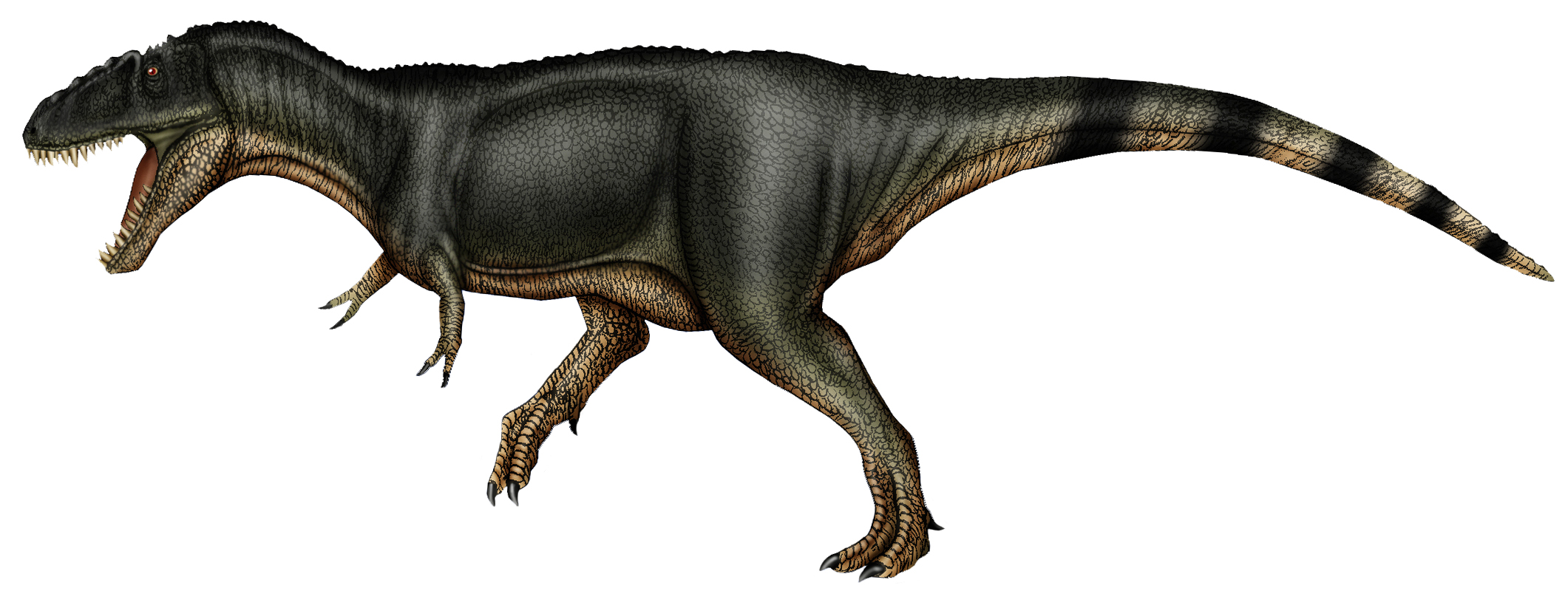
Labocania anomala - teropod, objevený v tomto souvrství.

Souvrství La Bocana Roja je geologickou formací na území Mexika (stát Baja California). Stáří sedimentů spadá do období pozdní křídy (zhruba před 73 miliony let, geologický stupeň kampán až maastricht). Byly zde objeveny početné fosilie dinosaurů, jen jeden (tyranosauroid druhu Labocania anomala) však byl zatím formálně popsán a pojmenován.

## Dinosauří fauna
- Alexornis antecedens ("prapták" z kladu Enantiornithes)[3]

- Hadrosauridae indet.[4]

- Labocania anomala[5]

- Lambeosaurinae indet.[6]